# Condado de Haywood (Tennessee)
O Condado de Haywood é um dos 95 condados do Estado americano do Tennessee. A sede do condado é Brownsville, e sua maior cidade é Brownsville. O condado possui uma área de 1 383 km² (dos quais 2 km² estão cobertos por água), uma população de 19 797 habitantes, e uma densidade populacional de 14 hab/km² (segundo o censo nacional de 2000). O condado foi fundado em 1823.